# Campionato mondiale di snooker 1931
Il Campionato mondiale di snooker 1931 è stato la quinta edizione di questo torneo, che si è disputato dal 27 aprile al 1º maggio 1931, con la formula della sfida unica, presso la Lounge Hall di Nottingham, in Inghilterra.
Il torneo è stato da Joe Davis, il quale ha battuto in finale Tom Dennis per 25-21. L'inglese si è aggiudicato così il suo quinto Campionato mondiale.
Il campione in carica era Joe Davis, il quale ha confermato il titolo.
Il break più alto del torneo è stato un 72, realizzato Joe Davis.

## Programma
| Incontro             | Turno  | Date di gioco            | Impianto    | Città      |
| -------------------- | ------ | ------------------------ | ----------- | ---------- |
| Joe Davis-Tom Dennis | Finale | dal 27 al 1º maggio 1931 | Lounge Hall | Nottingham |

## Sfida unica
| Finale (Al meglio dei 49 frames) Lounge Hall, Nottingham, 27 aprile–1º maggio 1931. Arbitro: ? | |                                    |
| Joe Davis                                                                                      | 25–21 | Tom Dennis                         |
| Miglior break: 72 Century breaks: 0                                                            | Giorno 1: 57–47, 22–60, 44–66, 74–45, 41–50, +5 frames senza fonti Giorno 2: 48–43, 32–54, 36–52, 80–36, 68–18, +5 frames senza fonti Giorno 3: 8–101, 45–59, 7–59, 49–57, 75–32, +5 frames senza fonti Giorno 4: 42–53, +9 frames senza fonti Giorno 5: 116–14, 110–2, +3 frames senza fonti, 75–43 | Miglior break: ? Century breaks: ? |
| Joe Davis vince il Campionato mondiale di snooker 1930                                         | |                                    |